# Sancha Henriques
Sancha Henriques (Braga, c. 1097 - 1163) foi uma infanta de Portugal, da Dinastia de Borgonha, filha de Henrique de Borgonha, conde de Portucale e de Teresa de Leão, filha ilegítima do rei Afonso VI de Leão e Castela e de Ximena Moniz, filha de Munio Moniz de Bierzo. Viveu toda a sua infância na companhia da sua mãe e do seu avô materno, que a educaram.
Casou-se por duas vezes, a primeira com D. Sancho Nunes de Celanova e a segunda com D. Fernão Mendes, senhor de Bragança. Do segundo casamento não teve filhos, mas do primeiro teve:
1. Urraca Sanches, casou com D. Gonçalo Mendes de Sousa, "o Bom" (1120 – 25 de Março de 1190).[4]
2. Vasco Sanches, casado por duas vezes: a primeira com Berengária e a segunda com Urraca Viegas.
3. Fruilhe Sanches, casou com D. Pedro Fernandes de Bragança.
4. Nuno Sanches, casado com Teresa Álvares de Soverosa.[5]